# Sean Scully
Sean Scully (n. 30 iunie 1945, Dublin, Irlanda) este un pictor abstract american irlandez. A fost de două ori nominalizat pentru Premiul Turner, în 1989 și 1993.

## Lucrări in colecții publice
- The Museum of Fine Arts, Boston
- Metropolitan Museum of Art, New York
- The Museum of Modern Art, New York
- The Guggenheim Museum, New York
- The Art Institute of Chicago
- The National Gallery of Art, Washington D.C.
- The Smithsonian American Art Museum, Washington D.C.
- The Corcoran Gallery of Art, Washington D.C.
- The Phillips Collection, Washington, D.C.
- The Albright-Knox Art Gallery, Buffalo
- Minneapolis Institute of Arts, Minneapolis
- Walker Art Center, Minneapolis
- The Modern Art Museum of Fort Worth
- The Fine Arts Museums of San Francisco
- The National Gallery of Australia, Canberra
- Museo Nacional Reina Sofía, Madrid
- Tate Modern, London
- The Irish Museum of Modern Art, Dublin
- The Hugh Lane Gallery, Dublin
- Nagoya City Art Museum, Japonia
- Art Gallery of Ontario, Toronto.
- Boca Raton Museum of Art, Boca Raton
- The National Gallery of Victoria, Melbourne